# Andrés José D'Alessio
Andrés J. D'Alessio (n. Buenos Aires 17 de abril de 1940 - Buenos Aires 4 de abril de 2009) fue un académico, abogado y juez argentino que se destacó por haber integrado el tribunal que en 1985 condenó a los militares que gobernaron el país durante la dictadura autodenominada Proceso de Reorganización Nacional (1976-1983) en el llamado Juicio a las Juntas.

## Biografía
Nació en Buenos Aires el 17 de abril de 1940. Se recibió de abogado en la Facultad de Derecho y Ciencias Sociales de la Universidad de Buenos Aires a la que ingresó en 1958. Durante su carrera fue auxiliar docente no diplomado en las cátedras de Sebastián Soler y Eduardo Marquardt y en el Instituto de Derecho Penal y Criminología dirigido por Luis Jiménez de Asúa. Desde 1972 ha ejercido cargos docentes en la mencionada facultad. Entre 1965 y 1974, 1977 y 1980, 1982 y 1984, 1989 y 1994 y 2002 y 2005, ejerció privadamente, primero como procurador y luego como abogado. Entre 1974 y 1977 se incorporó a la Procuración General de la Nación donde fue secretario letrado. En 1974 fue designado profesor adjunto interino de derecho penal. Entre 1977 y 1979, fue abogado de la Administración Nacional de Aduanas. Entre 1980 y 1982, ocupó el cargo de secretario de la Corte Suprema de Justicia de la Nación. En 1984 fue designado titular interino de derecho penal. Entre 1984 y 1987 se desempeñó como juez de la Cámara Nacional de Apelaciones en lo Criminal y Correccional Federal de la Capital Federal. En ese carácter participó del histórico Juicio a las Juntas militares que se realizó en 1985.
En 1986 fue designado profesor asociado de derecho penal por concurso de antecedentes y oposición. En 1987 fue designado procurador general de la Nación, cargo que dejó el 31 de agosto de 1989. Entre 1987 y 1990, fue profesor titular interino de derechos humanos y garantías. En 1994 fue elegido por el voto de profesores, docentes y estudiantes, Decano de la Facultad de Derecho y Ciencias Sociales de la Universidad de Buenos Aires, cargo que ejerció hasta 2002. Fue director, junto con Pedro J. Bertolino, de la Revista de Derecho Penal y Procesal Penal, editada por Lexis Nexis.
Como abogado defensor se desempeñó en algunos casos de interés público, como las defensas de los jueces Ricardo Lona, en 2004, y Juan José Galeano, este por sus responsabilidades en el juicio por el ataque terrorista a la AMIA.
El 4 de abril de 2009, falleció tras una larga enfermedad. «Fue un caballero, un hombre de bien», así lo recordó Estela de Carlotto, titular de Abuelas de Plaza de Mayo.